# Datamon
Datamon (japanski: Nanomon, ナノモン) je fiktivni lik iz Digimon franšize koji se pojavljuje u prvoj i četvrtoj sezoni animea. Datamon je maleni Stroj Digimom na Ultra levelu koji se uglavnom koristio za obnavljanje računalnih podataka. Njegovo japansko ime dolazi od prefiksa nano, čime se aludira na njegovu veličinu, a njegovo englesko/njemačko ime dolazi od riječi podatak (data), čime se aludira na njegovu funkciju. Iako je iznimno sposoban i može popraviti gotovo svaki elektronički uređaj, Datamon ne funkcionira dobro s ljudima. Isprva je bio Serum Digimon korišten za popravak računala, no naglo ga je napao snažni Virus Digimon koji je uništio njegove logičke sklopove i pretvorio ga u Virus Digimona. Iako je malen, Datamon je iznimno moćan i nema problema u uništavanju većih i jačih Digimona.

## Pojavljivanja

### Anime

#### Digimon Adventure
Tijekom borbe s Etemonom i potrage za Simbolima, djeca dobivaju poruku koju šalje zarobljeni misteriozni Digimon koji za svoje spašavanje nudi pomoć u potrazi za Simbolima. Nakon što mu odluče pomoći, djeca ulaze u Etemonovu dvostruku piramidu i uspijevaju doći do mehanizirane sobe. Tu se na postolju, zatvoren u staklenoj piramidi, nalazi maleni Digimon kojeg Izzy identificira kao Datamona. Ovaj im se otkrije kao pošiljatelj poruke i objasni im kako ga mogu osloboditi. Kada to naprave, ovaj im otvoreno kaže kako mu više nisu potrebni, no u tom trenutku dolazi i Etemon. Naime, Etemon i Datamon su ljuti neprijatelji još od davnih vremena kada je Etemon porazio i gotovo uništio Datamona. Etemon ga je zatvorio u staklenu piramidu, a ovaj se nekako uspio onnoviti i od tog trenutka sniva osvetu protiv Etemona. Ubrzo izbije borba između sve ti upletene strane, a strku iskoristi upravo Datamon koji otima Soru i Biyomona. Tai ga prati, no kada ovaj prođe kroz elektrificiranu ogradu, on zastane na Izzyjevo upozorenje nakon čega se djeca povlače iz piramide. 
Izzy ubrzo otkrije dvosrtuku prirodu piramide i zaključi kako Datamon nije uopće napustio piramidu već je samo u donjem dijelu. Djeca smisle diverziju za Etemona kako bi mogli doći do Datamona. On je, u međuvremenu, zatočio Soru i Biyomona u još jednu mehaniziranu sobu. Tamo je u Amulet ubacio Sorin Simbol i klonirao Soru, planirašvi preko klona Digivoluirati Biyomona. Cilj mu je bio dovesti kloniranog Biyomona do Ultra levela kako bi se mogao sukobiti s Etemonom. Ubrzo se pojavljuju Tai i Agumon, a za njima i Etemon. Dok se ovo dvoje bore, Tai spasi Soru i Biyomona i bježi iz piramide. Vidjevši kako će ponovo izgubiti, Datamon aktivira svoju sposobnost koja uzrokuje nestajanje poda prostorije. Provalija koja nastaje usisava sve u Mračnu zonu. Etemon se uspije uhvatiti za računalo, a Datamon za njegovu nogu. Kako bi, zaslijepljen osvetom i željom za uništenjem Etemona, ostvario svoj naum, Datamon lanrisa nekoliko Digi-Bombi u Mračnu zonu (te Digi-Bombe bile su zapravo računalni virusi), čime se ova počinje širiti. Datamon ubrzo propada i biva ubijen, a Etemon pada nedugo zatim, no nekim čudom uspijeva preživjeti.

#### Digimon Frontier
Toucanmoni su u bijegu s D-Tectorima djece i dolaze u Datamonovu radionicu gdje ih zamjenjuju za starinski projektor. Datamon, koji radi na starinskoj videoigri, prima misteriozni poziv u kojem dobiva naredbu da sačuva D-Tectore dok pozivatelj ne dođe. Kasnije se ispostavi kako je s druge strane linije Arbormon. Uskoro u radionicu dolazi Tommy koji uspije pobijediti u Datamonovoj igri, nakon čega ga zamoli da mu vrati D-Tectore, no Datamon odbije. Pred Tommyjem ih počinje rastavljati i proučavati, što Tommyja baci u očaj. Kako molbe nisu uspjele, Datamon je Tommyju rekao kako će mu D-Tectore vratiti samo ako mu donese nešto korisno za razmjenu. Tommy ubrzo krene u potragu za Toucanmonima koje zamoli da mu daju projektor, no oni odbiju. Ubrzo, pak, pukne led na kojem su stajali i Toucanmonni, koji ne znaju plivati, propadnu u hladnu vodu. Iako nisu zaslužili, Tommy im pomogne, a kao znak zahvalnosti, Toucanmoni bezobrazno pobjegnu s projektorom. Tommy, ljut i ožalošćen, kreće natrag u Akibu prema Datamonovoj radionici. U međuvremenu se tamo pojavio Andromon sa svezanim Toucanmonima i starim projektorom kojeg nudi u zamjenu za D-Tectore. Sumnjičavi Datamon uzima projektor kako bi pogledao i u njemu vidi snimak Tommyja kako spašava Toucanmone, nakon čega mu počinje vjerovati. Arbormonu slaže kako ih je već izdao, nakon čega ovaj Digivoluira u Petaldramona i počinje uništavati njegovu radionicu. Iako je na Ultra levelu, Datamon nije dorastao B-Spiritu Drva. Ubrzo u borbi pomažu ostala djeca, a Tommy od Datamona, kao nagradu za pobjedu u igri, dobiva D-Tectore. Datamon objasni kako je u njegov D-Tector ugradio B-Spirit Leda, čime Tommy može Digivoluirati u Korikakumona i tako poraziti Petaldramona. 
Trojica neidentificiranih Datamona pojavila su se kao Mercurymonovi podređeni. Za zadatak so dobili razbiti i izvući Spirite iz D-Tectora, no taj im zadatak, unatoč svim naporima, nije pošao za rukom. Kada Agunimon i Lobomon oslobode ostalu djecu, Datamoni brzo pobjegnu kako bi se spasili. 
Datamon se ponovo pojavljuje tijekom borbe djece protiv Dynasmona i Crusadermona kada pomaže djeci sakriti i razbiti Digitalni kod Tržnice u Akibi. Pomaže im i u borbi i izradi sprava, no kasnije odlazi zajedno s ostalim Digimona u Trailmonima na sigurnu lokaciju.

### Manga

#### Digimon Next
U mangi, Datamon je jedan od Zapovjedi koje je stvorio Barbamon, a radi kao zapovijedni strateg. Prvi put se pojavljuje kada ga vidimo kako špijunira tajni sastanak između Shoua i Norna. Stvorio je i Hot Spring Paradise, a mogao se vidjeti kako pilotira Angewomon robotom. Pilotirajući taj robot, pokušao je od Pichimona preuzeti DigiMemoriju Vode, no povukao se kada je ovaj Digivoluirao u MarineAngemona. Kasnije otkriva Tsurugiju kako se natječe sa Shouom oko toga tko će Barbamonu donijeti DigiMemorije. Njegovi su podređeni Hagurumoni. 
Na samom kraju, Datamon zajedno s ostalim preživjelim Zapovjedima formira skupinu i krene u borbu protiv NEO-a.

### Igre

#### Digimon World 2
U igri se može dobiti Digivoluiranjem Guardromona. Strojne je specijalnosti, a njegov napad je Digi-Bomba.

#### Digimon World 3
Datamon je boss u regiji Asuka's Sewers, u sklopu Control Rooma. Nakon što ga igrač pobjedi, Datamon mu preda Rusty Glove. Dostupan je i kao smeđa Ultra karta sa statistikom 28/22.

#### Digimon World Dawn/Dusk
U Dusku, Datamon se može pronaći u regiji Chaos Brain. Može se dobiti Digivoluiranjem iz Raremona na levelu 35 uz strojni EXP 4400, a dalje može Digivoluirati u Parasimona na levelu 48 uz MinAPT 52 i 8800 mračnog EXP.

## Sposobnosti
- Digi-Bomba (Plug Bomb) - lansira malene bombe iz svojih prstiju koje mogu izbrisati protivnika.
- Razbijač podataka (Nano Crusher) - spljošti neprijatelje pomoću velikih komada stakla.

## Zanimljivosti
- Datamon je jedini neprijatelj djece u prvoj sezoni koji se u tom svojstvu nije pojavio niti kao Apocalymonov podanik niti kao podanik jednog od glavnih neprijatelja te je shodno s time jedini takav neprijatelj koji nije ubijen od strane djece, već je preminuo želeći uništiti Etemona i cijelu piramidu.

## Vanjske poveznice
Datamon na Digimon Wiki